# Oxyopes schenkeli
Oxyopes schenkeli là một loài nhện trong họ Oxyopidae.
Loài này thuộc chi Oxyopes. Oxyopes schenkeli được Roger de Lessert miêu tả năm 1927.